# Поліський національний університет
50°14′55″ пн. ш. 28°40′7″ сх. д. / 50.24861° пн. ш. 28.66861° сх. д.
Поліський національний університет — вищий навчальний заклад, заснований 1 вересня 1922 року в м. Житомирі. Статус національного отримав 27 серпня 2008 року.
Університет має 8 факультетів: агрономічний, економічний, зооінженерний, ветеринарної медицини, механізації сільського господарства, аграрного менеджменту, екологічний, лісового господарства.
До складу університету входять інститут регіональних екологічних проблем, інститут післядипломної освіти та інформаційно-консультативного забезпечення, навчально-дослідне господарство «Україна», дослідне поле, ботанічний сад, навчальна ферма, навчально-науковий центр кінології та фелінології, інформаційний центр комп'ютерних технологій. Створена сучасна видавнича база.
Навчальний процес забезпечують 45 кафедр та близько 80 їх філій, у тому числі кафедри екологічного профілю: загальної екології, агроекології, зооекології, моніторингу навколишнього природного середовища, економіки навколишнього середовища та екосоціології, екології лісу та меліорації, технічного сервісу та інженерної екології, охорони природних ресурсів.
6 липня 2018 року університет долучився до мережі міжнародних академічних гравців EUROSCI Network

## Хронологія

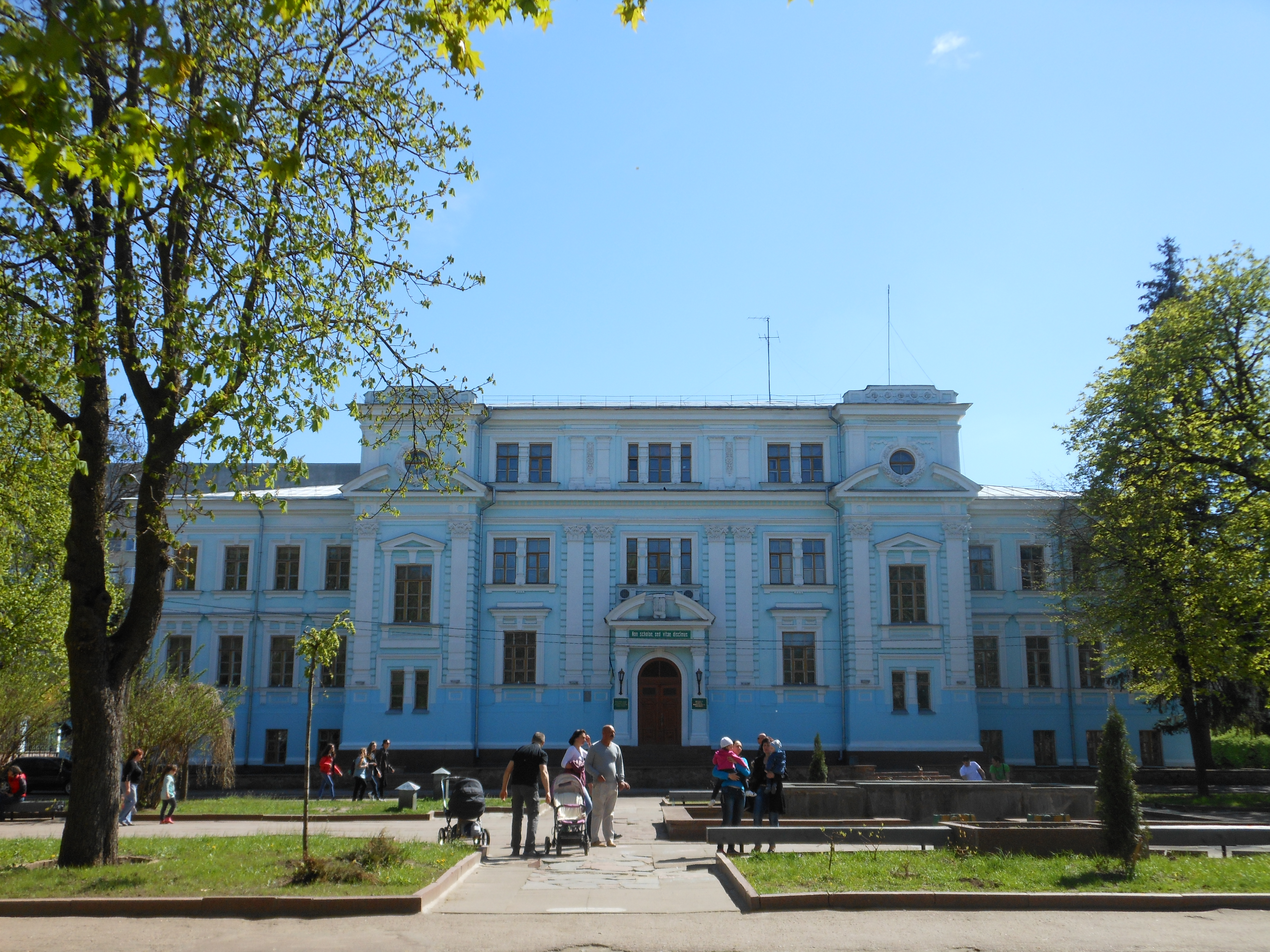

1922 рік — На базі Ново-Чорторийської сільськогосподарської школи Новогорад-Волинського повіту створено Волинський агрономічний технікум. 1 вересня 1922 року Народний комісаріат освіти УРСР прийняв Тимчасовий статут про межові технікуми, згідно з яким названий технікум прирівнювався до вищого навчального закладу. Ця дата і є днем заснування університету.
1929 рік — Волинський агротехнікум переведено до міста Житомира і в результаті об'єднання з технікумом землевпорядкування було створено Волинський сільськогосподарський політехнікум.
1930 рік — Волинський сільськогосподарський політехнікум реорганізовано в Житомирський сільськогосподарський інститут технічних культур. Тоді ж у нього влився Сумський сільськогосподарський інститут буряківництва, а в 1937 році — Кам'янець-Подільський інститут технічних культур.
1935 рік — Житомирський сільськогосподарський інститут технічних культур Постановою раднаркому УРСР реорганізовано в Житомирський сільськогосподарський інститут.
1994 рік — Постановою Кабінету Міністрів № 592 від 29.08.94 р. на базі Житомирського державного сільськогосподарського інституту створено Державну агроекологічну академію України (м. Житомир).
2001 рік — Розпорядженням Кабінету Міністрів № 400-р від 30.08.2001 року на базі Державної агроекологічної академії України (м. Житомир) створено Державний агроекологічний університет (м. Житомир)
2008 рік — Розпорядженням Президента України № 769/2008 від 27.08.2008 року Державному агроекологічному університету (м. Житомир) надано статус національного, тому він став іменуватися Житомирський національний агроекологічний університет.
2020 рік — наказом Міністра освіти і науки України №329 від 3 березня 2020 заклад перейменовано у Поліський національний університет. Причиною стало розширення спеціалізації ВНЗ, адже з 27 спеціальностей лише сім (тобто приблизно чверть) були на той час аграрні.

## Персоналії
- Лось Леонід Васильович — доктор технічних наук, професор кафедри вищої математики та прикладної механіки (1988—2017).
- Лесик Борис Васильович — доктор сільськогосподарських наук, ректор та завідувач кафедри рослинництва (1960—1966).
- Положенець Віктор Михайлович — доктор сільськогосподарських наук, завідувач кафедри селекції і біотехнології (1987—2016).
- Слухай Степан Іванович — доктор біологічних наук, завідувач кафедри грунтознавства й агрохімії, декан агрономічного факультету (1945—1948).